# Präboreal
| Serie      | Klimastufe        | Pollen- zone | Zeitraum                  |
| ---------- | ----------------- | ------------ | ------------------------- |
| Holozän    | Subatlantikum     | X            | 450 v. Chr. bis heute     |
| Holozän    | Subatlantikum     | IX           | 450 v. Chr. bis heute     |
| Holozän    | Subboreal         | VIII         | 3.710–450 v. Chr.         |
| Holozän    | Atlantikum        | VII          | 7.270–3.710 v. Chr.       |
| Holozän    | Atlantikum        | VI           | 7.270–3.710 v. Chr.       |
| Holozän    | Boreal            | V            | 8.690–7.270 v. Chr.       |
| Holozän    | Präboreal         | IV           | 9.610–8.690 v. Chr.       |
| Pleistozän | Jüngere Dryaszeit | III          | 10.730–9.700 ± 99 v. Chr. |

Das Präboreal (auch: Vorwärmezeit) ist in der Erdgeschichte der älteste Zeitabschnitt des Holozäns. Das GeoZentrum Hannover (2017) datiert das Präboreal auf 9610 bis 8690 v. Chr.

## Begriffsbestimmung und stratigraphische Stellung
Der Begriff Präboreal (d. h. dem Boreal vorgelagert) leitet sich ab von Lateinisch prä – vor, vorher und dem griechischen Gott des Nordwinds Βορέας – boreas.
Das Präboreal schloss an die subarktische Zeit der Jüngeren Dryas (10.850 bis 9610 v. Chr.) mit ihren baumlosen Tundren an. Es wurde seinerseits vom Boreal abgelöst.
Das Präboreal entspricht im westlichen Mitteleuropa der Pollenzone IV von Franz Firbas (1949) bzw. der Pollenzone I von W. H. Zagwijn (1986) und von Litt et al. (2001).
Für die Niederlande wird folgende Dreiteilung vorgeschlagen:
- Friesland-Phase (9610–9350 v. Chr.)
- Rammelbeek-Phase (9350–9200 v. Chr.), entspricht etwa der Präborealen Schwankung der grönländischen Eiskernbohrungen;
- Spätes Präboreal (9200–8690 v. Chr.)

Untersuchungen russischer Moore unterteilen das Präboreal in ein PB-1 (10000 bis 9800 Radiokohlenstoffjahre bzw. 9600 bis 9270 v. Chr.) und in ein PB-2 (9800 bis 9300 Radiokohlenstoffjahre bzw. 9270 bis 8541 v. Chr.).
Das Präboreal bildet zusammen mit dem Boreal das Alt-Holozän.
Kulturgeschichtlich entspricht das Präboreal dem Beginn des Mesolithikums.

## Zeitliche Einordnung
Bemerkung: Nur die mit einer schwarzen Trennlinie markierten Grenzen sind mehr oder weniger exakt; sie basieren auf Jahresschichten in Seesedimenten in Nord-Zentral-Europa und gelten streng genommen nur für die Klimastufen. Die anderen Grenzen sind unsicher und nicht starr festgelegt. Insbesondere die Grenze zwischen Mittel- und Jungholozän ist sehr variabel. Bei den Kulturstufen ist die regional unterschiedliche Entwicklung zu beachten.

## Datierung
Der Beginn des Holozäns und damit des Präboreals wurde von Rasmussen (2006) mit 9700 bis 9610 v. Chr. angegeben. In einer Neukalibrierung wird auch der Zeitraum 9530 bis 9500 v. Chr. ins Auge gefasst. Das Ende des Präboreals kommt bei 8690 v. Chr. zu liegen.

## Klimageschichtlicher Verlauf

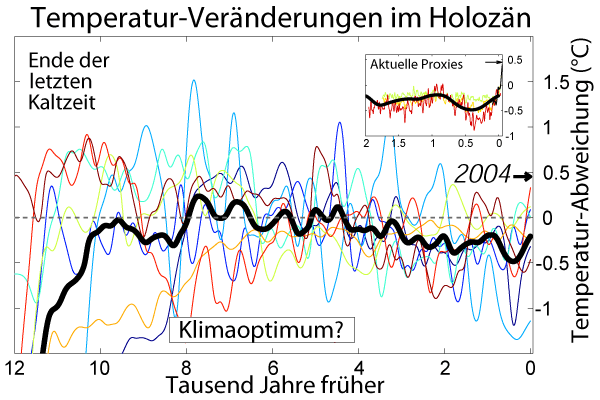
Der Temperaturverlauf im Holozän

Die Durchschnittstemperaturen stiegen zu Beginn der Friesland-Phase auf der Nordhemisphäre enorm schnell: Innerhalb von nur 20 bis 40 Jahren um sechs Grad Celsius. Der Temperaturanstieg betraf vor allem die Winterdurchschnittstemperaturen, für die Sommerdurchschnittstemperaturen fanden Bos u. a. (2007) anhand von Pflanzengemeinschaften nur einen Anstieg bis zu 3 °C. Vergleichbar scharfe Temperaturanstiege hatten sich bereits gegen Ende der Weichsel-Eiszeit mehrfach ereignet (Dansgaard-Oeschger-Ereignisse).
Die Präboreale Schwankung brachte ab 9350 v. Chr. eine jähe Klimaveränderung, ab 9300 v. Chr. etablierten sich dann weitestgehend feuchte, nasskalte Bedingungen. Gegen Ende der Präborealen Schwankungen erholte sich das Klima erneut schlagartig und die Temperaturen stiegen wieder um 4 ± 1,5 °C an.
Die Temperaturen behielten während des Späten Präboreals unter leichten Schwankungen in etwa ihr Niveau bei, ab 8900 v. Chr. setzte jedoch eine ansteigende Tendenz zum Boreal hin ein.

## Umweltparameter

### Treibhausgas Kohlenstoffdioxid
Die Kohlenstoffdioxidkonzentration war gegen Ende der Friesland-Phase von rund 260 ppmv auf 330 ppmv in die Höhe geschnellt. Während der Rammelbeek-Phase zeigte sie keine wesentliche Veränderung. Im Späten Präboreal sank sie anfangs wieder auf 300 ppmv ab, um sich dann bei dem bereits recht hohen Wert von 350 ppmv einzupendeln.

### Sauerstoffisotopen
Die δ18O-Werte zeigen zu Beginn der Friesland-Phase parallel zum Temperaturverlauf einen drastischen Anstieg um 5 ‰ von – 41 ‰ auf – 36 % (SMOW). Während der kühlen Rammelbeek-Phase sinken sie um 3 ‰. Nach einem erneuten Anstieg zu Beginn des Späten Präboreals stabilisieren sie sich schließlich bei – 37 ‰ (SMOW).

### Radiokohlenstoff
Die Δ 14C-Werte weisen während des frühen Präboreals keine einschneidenden Schwankungen auf. Nach einem leichten Anstieg zu Beginn der Friesland-Phase auf – 5 ‰ geht die Tendenz jedoch zu mehr negativen Werten um – 20 ‰. Während der Rammelbeek-Phase tritt eine Stabilisierung bei – 22 ‰ ein. Zu Beginn des Späten Präboreals erfolgt ein rascher Anstieg von – 15 ‰ auf positive Werte mit einem Maximum von 15 ‰ um 9000 v. Chr. Zum Ausgang des Präboreals werden dann zehn Promille registriert.

## Vegetationsgeschichtliche Entwicklung
Birken, Kiefern und Hasel breiteten sich aus südlichen Refugien (z. B. Oberrheinebene, Rhonetal, mittlere Donau) weiter nach Norden aus, und es entstanden Birken- oder Birken-Kiefernwälder. Die schnelle Ausbreitung der Hasel, vorwiegend jedoch erst ab Beginn des Boreals, wird mit der Einwanderung des Menschen in Verbindung gebracht. Vorherrschendes Taxon im präborealen Wald war die Birke (Betula pubescens und Betula pendula), die erst gegen Ende des späten Präboreals von der Kiefer verdrängt wurde. Begleitpflanzen waren Eberesche (Sorbus aucuparia) und Espe (Populus tremula), ferner die wärmeempfindlichen Wacholderarten Juniperus communis und Juniperus nana.
Die Birke hatte während der Friesland-Phase sehr rasch an Bedeutung gewonnen, war aber während der kühlen Präborealen Schwankung sehr stark zurückgegangen. Die Heidekrautartigen (Ericales) verschwanden zu Beginn des Präboreals und Kräuterpflanzen höhergelegener Standorte waren generell rückläufig. Offene Graslandschaften mit Süßgräsern (Poaceae) hatten sich vorübergehend während der Präborealen Schwankung wieder etablieren können.
Dem Präboreal folgt im Boreal die Einwanderung von Eichenmischwäldern in Mitteleuropa, die bevorzugt aus Eichen, Ulmen, Linden und Eschen bestanden.

## Meeresspiegel

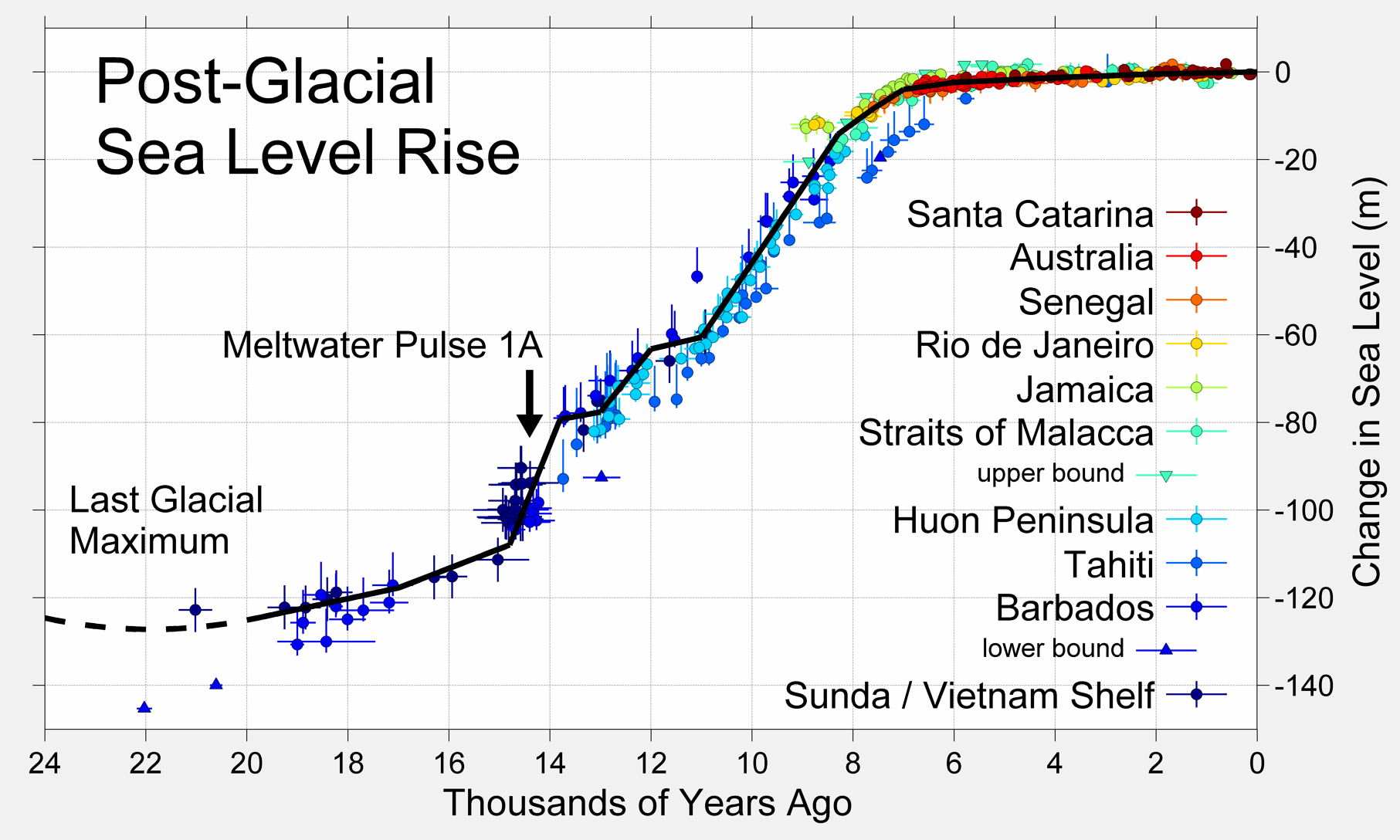
Der postglaziale Meeresspiegelanstieg

Der Meeresspiegel stieg während des Präboreals ungleichmäßig von 63 Meter unter NN auf 54 Meter unter NN, also um 9 Meter. Anfangs (bis 9100 v. Chr.) betrug der jährliche Anstieg nur etwa 5 Millimeter/Jahr, um dann im Späten Präboreal kräftig anzuziehen (15 Millimeter/Jahr).

## Ostseeraum
Das Präboreal im Ostseeraum wird von der Entwicklung des über den Öresund entwässernden Baltischen Eisstausees geprägt, welcher nach Abschmelzen des Fennoskandischen Eisschildes um 10.600 v. Chr. noch vor Beginn des Präboreals entstanden war. Um 9200 v. Chr. erfuhr der Eisstausee eine Absenkung um fünf bis zehn Meter durch die Bildung eines neuen Ausflusses bei Billingen in Mittelschweden. Dieser Ausfluss wurde um 8800 v. Chr. durch einen Eisvorstoß unterbunden, worauf der Wasserspiegel im Eisstausee wieder anstieg. Der Eisstausee blieb bis ins frühe Boreal (8300 v. Chr.) bestehen.

## Kulturgeschichtliche Entwicklung
Kulturgeschichtlich wird das Präboreal aufgrund der Wiederbewaldung vom Frühmesolithikum geprägt, daher regional unterschiedlich im Norden erst mit 9000 v. Chr. Trägerkulturen sind das Beuronien in Süddeutschland (9600 bis 7000 v. Chr.), die Maglemose-Kultur ab 9000 v. Chr. in Dänemark und das Creswellien in England (12.500 bis 8000 v. Chr.). In Belgien sind die Neerharen-Gruppe, die Ourlaine-Gruppe und die Verrebroek-Gruppe anzuführen. Die Halterner Stufe in Nordrhein-Westfalen begann jedoch erst im Boreal (ab 7400 v. Chr.).
Das Epipaläolithikum (12.000 bis 9500 v. Chr.) reicht mit den Kulturen des Iberomaurusien (Nordafrika – 20.000 bis 8000 v. Chr.), des Azilien (Südeuropa – 12.300 bis 9600 v. Chr.) und des Swiderien (Osteuropa – 13.000 bis 9500 v. Chr.) gerade noch ins Präboreal. In der Levante hatte bereits das Neolithikum begonnen, vertreten durch das Präkeramische Neolithikum A (9500 bis 8800 v. Chr.) und das frühe Präkeramische Neolithikum B (8800 bis 7000 v. Chr.). Gegen 9000 v. Chr. wurde im Nahen Osten Jericho zum ersten Mal besiedelt, die wahrscheinlich älteste, dauerhafte Siedlungsstätte der Welt. Auch im nördlichen Mitteleuropa wurden Siedlungen des Präboreals entdeckt, wie beispielsweise bei Friesack in Brandenburg. Aufgefundene Netzfragmente verweisen hier auf die Bedeutung des Fischfangs.
In Nordamerika etablierte sich ab 9000 v. Chr. die frühpaläoindianische Clovis-Kultur (9000 bis 8800 v. Chr.). Ihr folgte ab 8900 v. Chr. die mittel- bis spätpaläoindianische, auf der Bisonjagd beruhende Folsom-Kultur (8900 bis 8200 v. Chr.).